# Прадо Сальмон, Гари
Гари Прадо Сальмон (исп. Gary Prado Salmón; 15 ноября 1938, Рим — 6 мая 2023, Санта-Крус-де-ла-Сьерра) — боливийский военный, политик и дипломат, генерал вооружённых сил Боливии, министр планирования и координации в 1978—1979 годах. Командовал батальоном рейнджеров, который 8 октября 1967 года разгромил партизанский отряд и захватил в плен Эрнесто Че Гевару. Являлся видным деятелем правых сил Боливии. Обвинялся в заговоре с целью свержения левого президента Эво Моралеса, находился под домашним арестом. Был освобождён после отставки Моралеса.

## Рейнджерская служба
Родился в семье видного боливийского военачальника Хулио Прадо Монтаньо, в середине 1940-х — генерала и министра обороны в радикально-националистическом профашистском правительстве Гуальберто Вильяроэлля. При рождении сына Прадо Монтаньо находился с миссией в итальянской столице.
Гари Прадо Сальмон окончил военное училище, поступил на службу в вооружённые силы Боливии. Прошёл обучение в США и у американских инструкторов-рейнджеров по курсу контрповстанческих операций. Командовал 2-м рейнджерским батальоном — спецподразделением 6-й пехотной дивизии, самым боеспособным формированием боливийской армии.

## Захват Че Гевары
В 1967 году боливийские рейнджеры под командованием капитана Гари Прадо Сальмона были направлены в район действий коммунистического партизанского отряда Эрнесто Че Гевары. При 2-м батальоне находился представитель ЦРУ Феликс Родригес, организатор захвата Че Гевары.
8 октября 1967 года в результате ожесточённого боя партизанский отряд был разгромлен. Гари Прадо Сальмон лично взял в плен Че Гевару, который назвал себя. Пленный был доставлен в населённый пункт Ла-Игера. Прадо Сальмон провёл с ним беседу, предоставил ему питьё и табак. Че Гевара передал Прадо Сальмону на хранение свои часы Rolex.
Гари Прадо Сальмон напомнил Че Геваре, что революция в Боливии уже была совершена в 1952 году и не нуждается в подталкивании извне. По его словам, Че Гевара согласился с ним, сказав, что «возможно ошибся» при вторжении в Боливию.
9 октября 1967 года, после интенсивных, но практически безрезультатных допросов, проведённых Родригесом, президент Боливии Рене Баррьентос отдал распоряжение о ликвидации пленного. Подчинённый капитана Прадо Сальмона сержант Марио Теран расстрелял Че Гевару.
Гари Прадо Сальмон не принимал решения о физической ликвидации и не исполнял его. Однако он, наряду с Марио Тераном и Феликсом Родригесом, воспринимается как человек, уничтоживший Че Гевару. Именно этим определяется его имидж в глазах политизированной общественности (будь то в негативе или в позитиве). В 1968 году бразильские ультралевые последователи Че Гевары устроили неудачное покушение на жизнь Прадо Сальмона.
В своей книге La Guerrilla Inmolada — Герилья обречённых — Гари Прадо Сальмон утверждает, что Че Гевара со своими бойцами был намеренно отправлен на смерть руководством Компартии Кубы по согласованию с СССР — Гавана и Москва были заинтересованы в пресечении его радикализма. В интервью апреля 2017 года Гари Прадо Сальмон назвал события 50-летней давности «победой боливийской армии над группой иностранцев, которые пытались навязать стране кастристский режим». Наследие Че Гевары он охарактеризовал как «пустую могильную яму».

## Генерал и политик
Гари Прадо Сальмон продолжал военную службу, получил генеральское звание. Участвовал также в боливийской политике в качестве правого националистического деятеля. Возглавлял организацию радикальных молодых офицеров Grupo Generacional. 5 июня 1974 года Прадо Сальмон участвовал в неудачном армейском мятеже против президента Уго Бансера под лозунгами демократизации и борьбы с коррупцией.
С ноября 1978 по ноябрь 1979 года генерал Гари Прадо Сальмон занимал пост министра планирования и координации в правительствах Давида Падильи, Вальтера Гевары Арсе и Альберто Натуша. Поддержал переворот в июле 1980 года, приход к власти Луиса Гарсиа Месы и режим гарсиамесизма.
В мае 1981 года Гари Прадо Сальмон участвовал в конфликте правительственной армии с боевиками Боливийской социалистической фаланги в Санта-Крус-де-ла-Сьерра. Был тяжело ранен случайными выстрелами («дружественный огонь») в позвоночник. С тех пор передвигался на инвалидной коляске, но ведёт активный образ жизни.
После ранения Гари Прадо Сальмон перешёл на дипломатическую службу. В 1990—1993 годах был послом Боливии в Великобритании, в 2000—2002 годах — в Мексике. После ухода с госслужбы поселился в Санта-Крус-де-ла-Сьерра, преподавал в частном университете.

## Обвиняемый оппозиционер
Правый антикоммунист Гари Прадо Сальмон находился в жёсткой оппозиции режиму «социализма XXI века» и левому президенту Эво Моралесу. Он поддержал антиправительственные протесты шахтёров и правое движение «Нация равнин» в Санта-Крусе.
В мае 2010 года Прадо Сальмон был взят под домашний арест и менее чем через год арестован судебным решением по обвинению в причастности к заговору с целью насильственного свержения президента Моралеса и разжигании вооружённой борьбы. По этому делу за год до этого был ликвидирован Эдуардо Рожа-Флорес и ещё двое его сообщников, обвинённых в подготовке покушения на президента. Режим ареста оставался довольно мягким — что мотивировалось, в частности, инвалидностью. Допускалась свобода передвижения и выступлений. Гари Сальмон Прадо рассматривал свой арест как политическое преследование.
С 2017 года президент Эво Моралес обвинял Гари Прадо Сальмона в убийстве Че Гевары (несмотря на общепринятое представление о том, что выстрелы, повлекшие смерть Че, произвёл Марио Теран). Со своей стороны, Гари Прадо Сальмон обвинял Эво Моралеса в антипатриотической позиции. Он резко осудил проведение торжественно-траурных мероприятий по поводу 50-летия гибели Гевары и предложил «презираемому президенту» заодно «поставить памятник чилийским захватчикам».

## Освобождение
Осенью 2019 года массовые протесты, поддержанные армейским командованием, вынудили Эво Моралеса уйти в отставку и покинуть страну. В Боливии произошла смена власти и резкое усиление правых сил. Эти события быстро отразились на положении Гари Прадо Сальмона.
4 февраля 2020 года Генеральная прокуратура Боливии решила снять свое обвинение по так называемому «делу о терроризме», тем самым инициировав оправдательный приговор 39 боливийцам, включая Гари Прадо Сальмона. В соответствии с этим решением Прадо Сальмон был освобождён из-под ареста. Сам он расценил это как свою политическую победу, «ещё один удар по авторитаризму бывшего президента Моралеса».

## Семья, публикации, самооценка
Гари Прадо Сальмон был женат, его сын Гари Прадо Араус — известный боливийский адвокат.
В 1984 году Прадо Сальмон издал монографию Poder y fuerzas armada 1949—1982 — Мощь и вооружённые силы 1949—1982. В 1987 году впервые опубликована и в 2017 году переиздана работа Прадо Сальмона La Guerrilla Inmolada — Герилья обречённых, в которой подробно описаны события октября 1967 года и изложено мнение о Че Геваре («миф о героическом партизане и великом идеалисте имеет мало общего с действительностью»). При этом автор подчёркивал, что «совершил в жизни дела и более важные, чем захват Че Гевары».
Умер 6 мая 2023 года в Санта-Крус-де-ла-Сьерре в возрасте 84 лет.